# Emily Williamson
Pour les articles homonymes, voir Williamson.
Emily Williamson, née Bateson  le 17 avril 1855 à Highfield, Lancaster, au Royaume-Uni, et morte le 12 janvier 1936 à Londres, est une philanthrope anglaise. Elle est notamment cofondatrice de la Royal Society for the Protection of Birds avec Eliza Phillips (en) et de la Gentlewomen's Employment Association à Manchester, toutes deux fondées en 1891.

## Biographie

### Vie privée
Emily Bateson est née le 17 avril 1855 à Highfield, Lancaster, au Royaume-Uni, fille de Frederick Septimus Bateson et Eliza Frost. Elle se marie avec Robert Wood Williamson (en) le 8 juin 1882 et s'installe à « The Croft », maison située dans le village de Didsbury près de Manchester. En 1912, le couple vend la maison et le Fletcher Moss Botanical Garden (en) attenant et déménage à « The Copse », à Brook, Surrey (en),. Lorsque Robert meurt en 1932, elle emménage à Londres jusqu'à la fin de sa vie, où elle meurt dans sa maison, à Kensington, le 12 janvier 1936, à l'âge de 80 ans.

### Royal Society for the Protection of Birds
Williamson désapprouvait l'usage de plumes d'oiseaux dans la mode, à la fois à cause de l'impact sur les populations d'oiseaux et la cruauté de la chasse à la plume. En février 1889, elle fonde la Society for the Protection of Birds (SPB), un groupe de femmes qui promettent de ne plus porter de plumes provenant de la majorité des oiseaux,. Les exceptions explicites concernent les oiseaux tués pour leur chair et les autruches, parce que la récolte de leurs plumes peut se faire sans douleur,.
Les efforts en avance sur leur temps de la société sont loués par une partie de la presse, incluant une approbation de la part du journal Punch en octobre 1889, bien que ce dernier ironise sur le degré de restriction imposé par le groupe, mais critiqué par la majorité des publications, à l'image du journal Nature Notes pour qui le SPB est « une bande de dames qui ne font que s'abstenir d'iniquité personnelle en matière de bonnets ».
Williamson tente de rejoindre la British Ornithologists' Union (BOU) mais celle-ci, composée exclusivement d'hommes, refuse. En 1891, le groupe de Williamson fusionne avec une organisation similaire de Croydon dirigée par Eliza Phillips (en) et prenant pour cible la fourrure et les plumes,. Les quartiers de l'organisation née de cette fusion sont installés à Londres, Hannah Poland récupère le rôle de secrétaire tenu jusque là par Williamson et Winifred, Duchesse de Portland, devient la présidente de l'association. Williamson devient vice-présidente jusqu'à sa mort et continue d'officier en tant que secrétaire dans différentes branches selon les endroits où elle vivait : à Didsbury (1891–1911), Brook, Surrey (1912–1931) et Londres (1931 – 1934).
Entre 1891 et 1899, le nombre d'adhérents augmente de 1 200 à plus de 20 000. Parmi les membres figurent un homme, William Henry Hudson. En 1904, la Royal Society for the Protection of Birds est incorporée par charte royale et le groupe commence à facturer les frais d'adhésion. Cette année-là est la seule au cours de laquelle Williamson prend la parole lors d'une réunion annuelle, revenant sur la croissance de l'organisation, lorsqu'elle « était une toute petite jeune et ne rêvait pas d'atteindre les sommets qu'elle avait atteints ».
L'association remporte un véritable première victoire lorsqu'en 1920, le colonel Sir Charles Yate propose un projet de loi à la Chambre des Communes, retoqué puis voté par le Parlement en juillet 1921, interdisant l'importation au Royaume-Uni de plumes, de peaux et autres parties d'oiseaux.

### Autres travaux
En 1891, elle fonde la « Gentlewomen's Employment Association » à Manchester, où elle initie deux programmes : le « Princess Christian Training College for Nurses » et, en 1898, le « Loan Training Fund », qui contribue à subventionner les frais de formation continue de jeunes femmes[réf. nécessaire].

### Postérité
Après sa mort, Emily Williamson est tombée dans l'oubli, son rôle dans la fondation de la RSPB n'ayant été mis en avant que tardivement par l'organisation à la suite de sollicitations concernant la reconnaissance de ses fondatrices.
La maison dans laquelle elle a vécu à Didsbury porte une plaque placée en 1989, honorant son travail à l'occasion du centenaire de la création de son organisation.
En 2021, un concours de statues commémorant le centenaire de la loi de 1921 est organisé. Le design des quatre statues finalistes sera dévoilé le 1er juillet 2021, date anniversaire de la loi, dans le Fletcher Moss Botanical Garden (en) à Didsbury, construit par son mari, Robert Wood Williamson (en), près de leur ancienne maison, « The Croft », et la statue choisie annoncée en novembre après un vote public.